# Raffaele Petrucci
Raffaele Petrucci (né en 1472 à Sienne en Toscane, Italie et mort le 11 décembre 1522 à Rome) est un cardinal italien du XVIe siècle. Il est modérateur de la république de Sienne en 1512-1522.
Il est un cousin du cardinal Alfonso Petrucci (1511) et de Borghese Petrucci.

## Biographie
Raffaele Petrucci nait à Sienne, vraisemblablement vers 1472. Membre de la famille Petrucci, il est le fils de Giacoppo Petrucci et neveu de Pandolfo Petrucci ; il est chanoine à Sienne et protonotaire apostolique.
À partir de 1494, année de l'expulsion de la famille Médicis de Florence, il représente le parti pro-Médicis à Sienne, soutenant Pierre II de Médicis et ses tentatives de retour au pays. Il le suit personnellement dans les années 1495-1497, s'occupant des négociations avec la république de Sienne visant à obtenir un soutien militaire, dans une phase où la république de Florence doit faire face à partir de 1494, aux rébellions de Pise, république indépendante autoproclamée, et de Montepulciano, dévolus à Sienne, ainsi qu'à la campagne organisée par Bartolomeo d'Alviano au nom de la république de Venise visant à pénétrer dans le Casentino (1496-1497).
En 1497, son père meurt et le 4 août, il est élu évêque de Grosseto : sa présence à Sienne est de plus en plus discrète en raison de la prépondérance de son oncle Pandolfo qui, après les accords signés entre la république de Sienne et la république de Florence en 1498, assume la primauté de la ville, exerçant le rôle de « Primus » tant au niveau institutionnel qu'au sein du Monte dei Nove. Politiquement, l'accord entre les deux républiques sanctionne la défaite à la fois de la lignée pro-vénitienne de Niccolò Borghese et de la lignée pro-Médicis de Raffaele Petrucci. Il s'installe à Rome avec le cardinal Jean de Médicis, restant lié à lui pendant les années de l'exil des Médicis, sous les pontificats d'Alexandre VI et de Jules II.
L'élection du cardinal Médicis à la papauté en mars 1513 lui ouvre la possibilité d'un rôle plus actif dans la politique papale ; les désaccords de plus en plus ouverts qui opposent les cousins Borghese Petrucci et Alfonso Petrucci à Léon X, créent les conditions de son affirmation à la primauté et à la direction du parti Novesco. En mars 1516, avec le soutien papal et florentin, il réalise un coup d'État qui le porte au pouvoir.
Il est préfet du château Saint-Ange à Rome en 1513-1516.
Au consistoire du 1er juillet 1517, lors des événements confus de la « conspiration des cardinaux », son nom figure parmi les 31 nouvelles nominations cardinalices souhaitées par Léon X : le 26 décembre de la même année, il reçoit le titre cardinalice de Santa Susanna.
Le 14 mars 1519, il est nommé administrateur apostolique de Bertinoro, gardant le poste exactement un an. Plus tard, il est également nommé abbé commendataire de l'abbaye de San Galgano. Le 6 février 1520, il est élu évêque de Sovana, conservant le diocèse de Grosseto.
À la mort de Léon X, survenue en décembre 1521, avec les gouvernements amis du cardinal florentin Silvio Passerini et Gentile Baglioni de Pérouse, il doit faire face à la campagne militaire contre François Marie Ier della Rovere, Orazio et Malatesta Baglioni et les Noveschi siennois avec Fabio et Borghese Petrucci, qui réussissent, en janvier 1522, à assiéger Sienne pendant une courte période, occupant également quelques forteresses dans la campagne.
Dès le conclave, auquel il participe, qui aboutit, le 9 janvier 1522, à l'élection d'Adrien VI, il est nommé parmi les cardinaux chargés d'accueillir le pontife espagnol.
En avril 1522, Renzo di Ceri, toujours engagé par les ennemis des Médicis, tente une nouvelle invasion des territoires de la République, et réussit à s'affirmer comme « modérateur » de la politique siennoise jusqu'à sa mort, qui survient le 17 décembre 1522. Au cours des deux dernières années (1520-1522), il s'appuie sur son cousin Francesco di Camillo Petrucci pour gouverner Sienne, surtout dans ses moments d'absence. Il est enterré dans la basilique San Domenico de Sienne. Il eut deux enfants naturels.